# St. Maria Suso

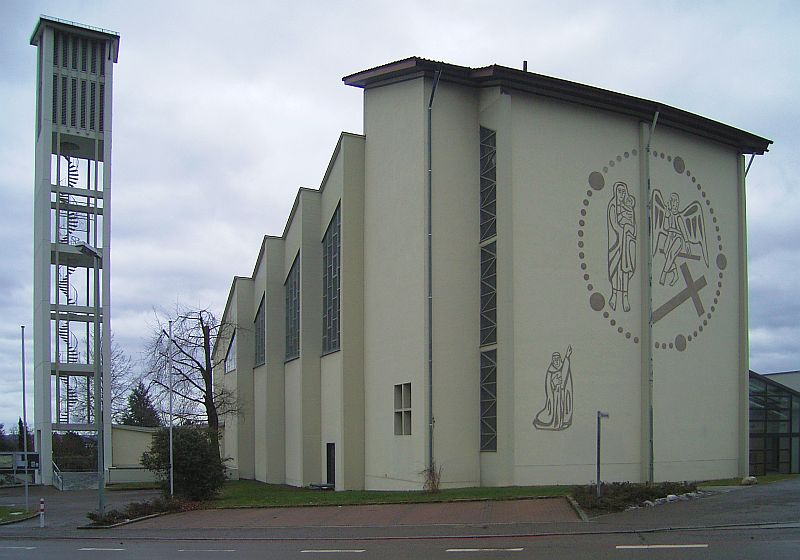
St. Maria Suso, mit einem Sgraffito von Wilhelm Geyer

St. Maria Suso ist eine 1956 eingeweihte römisch-katholische Kirche am Mähringer Weg in Ulm im Stadtbezirk Eselsberg. Sie gehört zur Seelsorgeeinheit 18 Suso-Gemeinden im Dekanat Ehingen-Ulm der Diözese Rottenburg-Stuttgart.

## Geschichte
Mit der Errichtung neuer Wohngebiete am Ulmer Eselsberg in den 1950er Jahren, die vor allem für die zahlreichen Vertriebenen oder Heimkehrer aus dem Zweiten Weltkrieg gebaut wurden, entstand auch Bedarf an neuen Kirchengebäuden. Daher wurde am Südhang des Eselsbergs von 1954 bis 1956 die katholische Kirche St. Maria Suso errichtet, der 1957 die etwa 400 m westlich gelegene evangelische Lukaskirche folgte. Der Name erinnert an den mittelalterlichen Mystiker Heinrich Suso, der auch in Ulm wirkte.

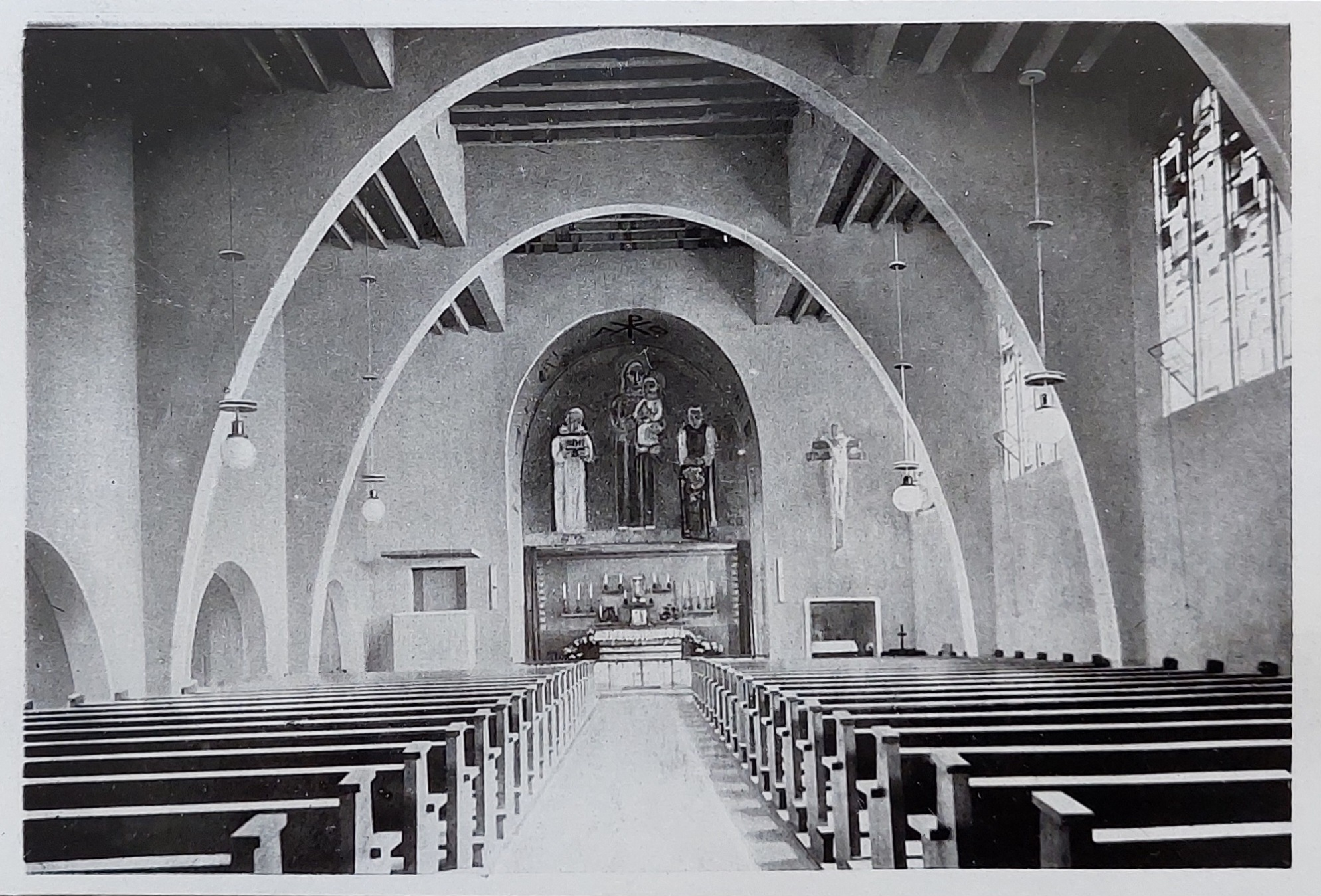
Der Vorgängerbau – die nicht mehr vorhandene „Suso-Gedächtniskirche“

Eine gleichnamige Vorgängerkirche – die „Suso-Gedächtniskirche“, auch als „Susokapelle“ bezeichnet – befand sich in der Wilhelmstraße in der Ulmer Neustadt. Deren Grundsteinlegung fand am 13. November 1927 statt, die Einweihung am 12. Juli 1928. Der Bau des Architekten Hans Herkommer besaß Rundbogenfenster und war auch im Innenraum durch Rundbögen geprägt. Das Altarbild stammte von Wilhelm Geyer, der 1935 auch einen Kreuzweg in Sgraffitotechnik anfertigte. Der nicht mehr existierende Kirchenbau wurde 1944 weitgehend zerstört, diente jedoch noch bis 1955 als Notkirche.
Der erste Spatenstich für den Neubau nach Plänen des Architekten Josef Joraschky am heutigen Standort erfolgte am 25. Oktober 1954, die Grundsteinlegung am 17. Juli 1955 und am 5. September 1955 das Richtfest. Ein erster Gottesdienst fand am 27. November 1955 in der noch unvollendeten Kirche statt. Sie wurde am 1. Juli 1956 eingeweiht (dem Gedächtnis der „Königin des heiligen Rosenkranzes, Maria“).
Unter Pfarrer Ferdinand Bamberger wurde der Altarraum 1966 vom Berliner Künstler Paul Brandenburg umgestaltet. In den 1980er Jahren erfolgte eine Sanierung des Kircheninneren. Im Jahr 2004 erhielt die Kirche einen Anbau mit neuem Gemeindezentrum und Kapelle.

## Architektur und Ausstattung

Blick von der Orgelempore zum Chor

Das Pultdach des Kirchenschiffes (500 bis 600 Sitzplätze) steigt zum Chor hin an, während die Wände sich zum Altar hin stufenweise verjüngen. Altar, Taufstein und Predigtstuhl sind aus Treuchtlinger Marmor gefertigt. Während die Fenster der Vorhalle aus der alten Kirche stammen, wurden die Glasfenster des Kirchenschiffes von Wilhelm Geyer entworfen. Die Außenseite der Altarwand trägt ein Sgraffito ebenfalls von Wilhelm Geyer, „Maria, Königin des Rosenkranzes“ symbolisierend, auf die Heinrich Suso hinweist.
Im Osten des Kirchengebäudes befindet sich ein 28 m hoher freistehender Glockenturm aus zwei großformatigen senkrechten Betontafeln, von einer geneigten Betonplatte gedeckt. Unter dem Turm beginnt ein überdachter Verbindungstrakt, der zum Haupteingang der Kirche führt.
Die sechs Bronzeplastiken am Westportal wurden 1974 von Sieger Köder geschaffen, der hier von 1971 bis 1975 als Vikar wirkte. Von Köder stammen außerdem zwei große Wandbehänge für die Advents- und Osterzeit, ein Zyklus mit fünf großen Tafelbildern mit Passionsmotiven und das große silberfarbene Kruzifix an der Chorwand hoch über dem Altar.

## Orgel

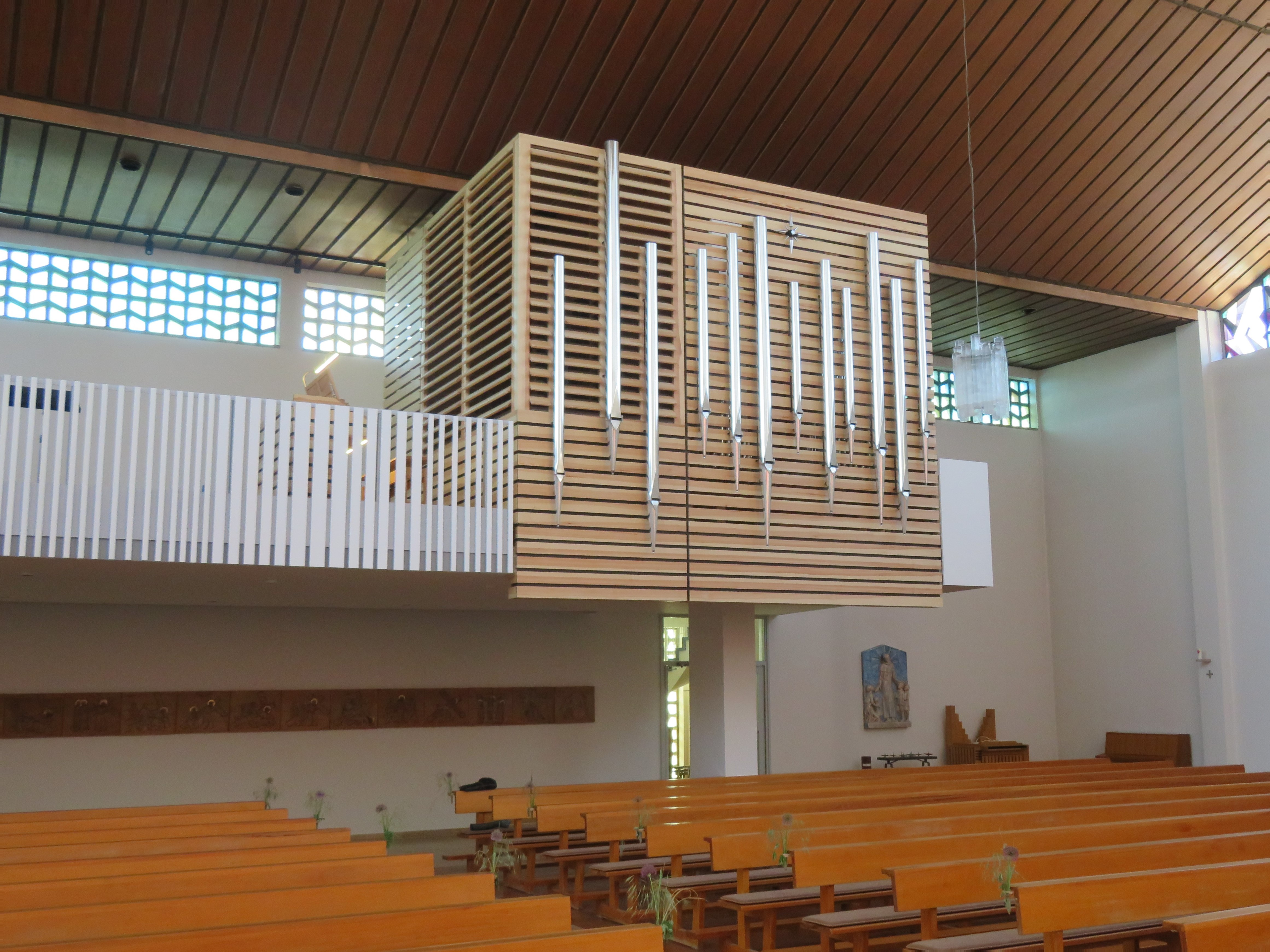
Die Scharfe-Orgel (2023)

Die erste Orgel der Suso-Kirche stammte aus der Werkstatt der Gebrüder Späth in Ennetach. Das Instrument (Opus 837) mit 19 Registern wurde 1967 fertiggestellt. Es wurde 2023 durch ein neues Instrument von Orgelbau Scharfe aus Ebersbach an der Fils ersetzt. Die Weihe der neuen Orgel fand am 28. Mai 2023 statt. Sie hat 28 Register auf zwei Manualen und Pedal. Fünf Register sind so genannte Effektregister: Zimbelstern, Regen, Donner, Windspiel und Vogelgezwitscher.

## Glocken
Im Glockenturm hängen vier Kirchenglocken, von denen die dritte und vierte erst im Mai und Juni 1986 aufgehängt wurden. Über die einzelnen Glocken sind kaum Details dokumentiert. Die dritte Glocke ist eine „C“-Glocke und trägt die Aufschrift „St. Martin – Glaube und Hoffnung weitergeben“.